# La Mata (Torrevella)
La Mata o Torrelamata és una pedania de Torrevella, al Baix Segura. Limita al nord amb Guardamar del Segura i a l'oest amb el Parc Natural de les Llacunes de la Mata i Torrevella. La localitat té una important dimensió turística i un nombre considerable d'habitants procedents de diversos punts d'Europa, sent en gran manera una ciutat dormitori de 1.346 habitants. Des de 2010 disposa d'una seu de districte de l'ajuntament de Torrevella.

## Geografia
Disposa de diverses platges amb abundant sorra sent la més important la platja de la Mata per la seva extensió, que es troba al sud del centre de la localitat; en el nucli urbà es troba una prolongació de la mateixa amb el nom de platja de la Torre de la Mata. Al nord s'integra en el conjunt de platges protegides de les dunes de Torrelamata i Guardamar que disposen d'abundant flora i fauna litoral. Es comunica amb Torrevella mitjançant dues carreteres que estan envoltades d'urbanitzacions, una d'elles és la N-332, mentre l'altra voreja el litoral.

## Història
L'origen de la localitat es relaciona amb l'explotació de la sal de la llacuna de la Mata que s'ha estat explotant durant segles, no obstant això la població era escassa i es limitava a uns pocs habitants, entre ells els soldats que s'encarregaven de la vigilància en l'embarcador o en la propera torre del Moro. L'extracció i càrrega de sal era de tipus estacional per la qual cosa els operaris es desplaçaven amb aquesta finalitat. En 1759 el consell d'Oriola va cedir l'explotació de les salines de la llacuna de la Mata a la Corona, que va començar amb una explotació organitzada. Fins a 1802 la localitat va ser el centre de l'activitat de la producció de sal pel que disposava de representació per a temes de justícia i ajuntament. En aquestes dates es van traslladar les seves oficines a Torrevella per prerrogativa real, ja que es va començar a extreure sal de la llacuna homònima.
La localitat va quedar completament destruïda pel terratrèmol de 1829, de la mateixa manera que Torrevella i altres pobles de la zona, la seva reconstrucció va suposar ajudar en la construcció de 24 habitatges per a acollir als seus veïns.
La localitat dona nom al vi blanc de la Mata, amb denominació d'origen protegida, que s'elabora amb raïm merseguera segons procediments artesanals. Els vinyers són centenaris al no haver estat afectats per la plaga de fil·loxera que es va produir en el segle xix al trobar-se en un sòl sorrenc i àrid. No obstant això només queden unes 75 hectàrees dintre del parc natural, atès que la majoria de la superfície existent va ser arrencada per a la construcció d'urbanitzacions.